# Супонін Петро Михайлович
Петро́ Миха́йлович Супо́нін (1898, Харків — 1990) — український живописець і графік. Член Спілки художників України.

## Біографія
1929 року закінчив Харківський художній інститут. Учень Олександра Хвостенка-Хвостова і Миколи Бурачека. Від 1930 року брав участь у виставках. У 1944—1986 роках — викладач Харківського художнього інституту, від 1957 року — доцент. Твори зберігаються в Харківському художньому музеї, Луганському обласному художньому музеї та ін.

## Твори
Картини:
- «На Дніпрельстані» (1931),
- «Вечір на Дніпрі» (1953),
- «Судно на причалі» (1957).

Кольорові автолітографії:

Півонії із жасмином. Полотно, олія

- «Вечір на Дніпрі. Нова Каховка» (1954),
- «Збирання сіна» (1955).